# Campionati del mondo di atletica leggera indoor 1995 - 200 metri piani maschili
I 200 metri piani si sono tenuti il 10 e l'11 marzo 1995 presso lo stadio Palau Sant Jordi di Barcellona.

## Risultati

### Batterie
Qualificazione: i primi due di ogni batteria (Q) e i 6 seguenti migliori tempi (q) vanno alle Semifinali.

#### Batteria 1
| Posizione | Corsia | Nome             | Nazionalità  | Tempo | Note |
| --------- | ------ | ---------------- | ------------ | ----- | ---- |
| 1         | -      | Niklas Eriksson  | Svezia       | 21"04 | Q    |
| 2         | -      | Sergey Osovich   | Ucraina      | 21"11 | Q    |
| 3         | -      | Sebastián Keitel | Cile         | 21"24 | q    |
| 4         | -      | Koji Ito         | Giappone     | 21"55 | q    |
| 5         | -      | Haroun Korjie    | Sierra Leone | dns   |      |

#### Batteria 2
| Posizione | Corsia | Nome              | Nazionalità | Tempo | Note |
| --------- | ------ | ----------------- | ----------- | ----- | ---- |
| 1         | -      | Solomon Wariso    | Regno Unito | 21"39 | Q    |
| 2         | -      | Rod Tolbert       | Stati Uniti | 21"57 | Q    |
| 3         | -      | Francisco Navarro | Spagna      | 21"61 | q    |
| 4         | -      | Angelo Cipolloni  | Italia      | 21"92 |      |
| 5         | -      | Bülent Eren       | Turchia     | 22"15 |      |
| 6         | -      | Marco Belizaire   | Panama      | 22"45 |      |

#### Batteria 3
| Posizione | Corsia | Nome             | Nazionalità             | Tempo | Note |
| --------- | ------ | ---------------- | ----------------------- | ----- | ---- |
| 1         | -      | Donovan Bailey   | Canada                  | 21"33 | Q    |
| 2         | -      | Thomas Sbokos    | Grecia                  | 21"45 | Q    |
| 3         | -      | Steve Brimacombe | Australia               | 21"73 |      |
| 4         | -      | Keith Smith      | Isole Vergini Americane | 21"81 |      |
| 5         | -      | Valentin Ngbogo  | Rep. Centrafricana      | 22"46 |      |

#### Batteria 4
| Posizione | Corsia | Nome             | Nazionalità | Tempo | Note  |
| --------- | ------ | ---------------- | ----------- | ----- | ----- |
| 1         | -      | Marc Foucan      | Francia     | 21"35 | Q     |
| 2         | -      | Daniel Cojocaru  | Romania     | 21"47 | Q     |
| 3         | -      | Jordi Mayoral    | Spagna      | 21"54 | q     |
| 4         | -      | Sergi Vidal Ruiz | Andorra     | 24"45 |       |
| 5         | -      | Tod Long         | Stati Uniti | dq    | 141.3 |

#### Batteria 5
| Posizione | Corsia | Nome              | Nazionalità | Tempo | Note |
| --------- | ------ | ----------------- | ----------- | ----- | ---- |
| 1         | -      | Torbjšrn Eriksson | Svezia      | 21"21 | Q    |
| 2         | -      | John Regis        | Regno Unito | 21"21 | Q    |
| 3         | -      | Erik Wymeersch    | Belgio      | 21"48 | q    |
| 4         | -      | Miguel Janssen    | Aruba       | 21"90 |      |
| 5         | -      | Boèvi Lawson      | Togo        | 21"96 |      |

#### Batteria 6
| Posizione | Corsia | Nome                    | Nazionalità | Tempo | Note             |
| --------- | ------ | ----------------------- | ----------- | ----- | ---------------- |
| 1         | -      | Geir Moen               | Norvegia    | 21"04 | Q                |
| 2         | -      | Troy Douglas            | Bermuda     | 21"27 | Q                |
| 3         | -      | Yiorgos Panayiotópoulos | Grecia      | 21"43 | q                |
| 4         | -      | Brahim Abdoulaye        | Ciad        | 22"10 | Record nazionale |
| 5         | -      | Mohamed Ould Brahim     | Mauritania  | 23"94 |                  |

### Semifinali
Qualificazione: i primi due di ogni semifinale (Q) vanno in finale.

#### Semifinale 1
| Posizione | Corsia | Nome                   | Nazionalità | Tempo | Note |
| --------- | ------ | ---------------------- | ----------- | ----- | ---- |
| 1         | -      | Geir Moen              | Norvegia    | 20"59 | Q    |
| 2         | -      | John Regis             | Regno Unito | 20"94 | Q    |
| 3         | -      | Marc Foucan            | Francia     | 21"17 |      |
| 4         | -      | Francisco Navarro      | Spagna      | 21"64 |      |
| 5         | -      | Daniel Cojocaru        | Romania     | 21"74 |      |
| 6         | -      | Yorgos Panayiotópoulos | Grecia      | 21"95 |      |

#### Semifinale 2
| Posizione | Corsia | Nome              | Nazionalità | Tempo | Note                          |
| --------- | ------ | ----------------- | ----------- | ----- | ----------------------------- |
| 1         | -      | Troy Douglas      | Bermuda     | 20"93 | Q                             |
| 2         | -      | Donovan Bailey    | Canada      | 21"06 | Q                             |
| 3         | -      | Torbjšrn Eriksson | Svezia      | 21"06 | Miglior prestazione personale |
| 4         | -      | Thomas Sbokos     | Grecia      | 21"32 |                               |
| 5         | -      | Erik Wymeersch    | Belgio      | 21"94 |                               |
| 6         | -      | Jordi Mayoral     | Spagna      | 22"06 |                               |

#### Semifinale 3
| Posizione | Corsia | Nome             | Nazionalità | Tempo | Note |
| --------- | ------ | ---------------- | ----------- | ----- | ---- |
| 1         | -      | Sebastián Keitel | Cile        | 21"07 | Q    |
| 2         | -      | Sergey Osovich   | Ucraina     | 21"13 | Q    |
| 3         | -      | Niklas Eriksson  | Svezia      | 21"15 |      |
| 4         | -      | Rod Tolbert      | Stati Uniti | 21"72 |      |
| 5         | -      | Koji Ito         | Giappone    | 21"77 |      |
| 6         | -      | Solomon Wariso   | Regno Unito | dnf   |      |

### Finale
| Record mondiale       | Linford Christie | 20"25 | Liévin   | 19 febbraio 1995 |
| Record dei Campionati | John Regis       | 20"54 | Budapest | 3 marzo 1989     |
| Capolista stagionale  | Linford Christie | 20"25 | Liévin   | 19 febbraio 1995 |

Sabato 11 marzo 1995, ore 20:05.
| Pos.    | Corsia | Atleta           | Età | Nazione     | Tempo | Note |
| ------- | ------ | ---------------- | --- | ----------- | ----- | ---- |
| Oro     | -      | Geir Moen        | 34  | Norvegia    | 20"58 |      |
| Argento | -      | Troy Douglas     | 32  | Bermuda     | 20"94 |      |
| Bronzo  | -      | Sebastián Keitel | 22  | Cile        | 20"98 |      |
| 4       | -      | Donovan Bailey   | 27  | Canada      | 21"08 |      |
| 5       | -      | Sergey Osovich   | 22  | Ucraina     | dns   |      |
| 6       | -      | John Regis       | 28  | Regno Unito | dns   |      |